# Pteromalus discors
Pteromalus discors är en stekelart som beskrevs av Graham 1992. Pteromalus discors ingår i släktet Pteromalus och familjen puppglanssteklar.
Artens utbredningsområde är Frankrike. Inga underarter finns listade i Catalogue of Life.